# Relations entre le Canada et les États-Unis
 (octobre 2006).
 (juin 2008).
Les relations entre le Canada et les États-Unis constituent probablement un des rapports les plus intimes et les plus approfondis qu’entretiennent deux pays dans le monde. Le caractère particulier de ce lien se manifeste par le nombre étonnant d’échanges bilatéraux entre les deux pays : la valeur quotidienne des biens et des services échangés, ainsi que des revenus de placement qui représentent 1,2 milliard USD ; de même que par les 200 millions de citoyens américains et canadiens qui franchissent la frontière canado-américaine chaque année. Dans des sphères aussi diversifiées que la coopération pour l’application de la loi, la coopération dans le domaine de l’environnement et du libre-échange, les deux nations travaillent en étroite collaboration à de multiples niveaux, du fédéral au municipal. En plus des solides liens bilatéraux qu’ils entretiennent, le Canada et les États-Unis collaborent de près par le truchement d’instances multilatérales.
Cette bonne relation ne pouvait souffrir que le War Plan Red, écrit dans une logique de défi face à l'Empire britannique dans les années 1920, ne soit pas déclassifié : ce fut chose faite en 1974.

## Histoire

### XIXesiècle

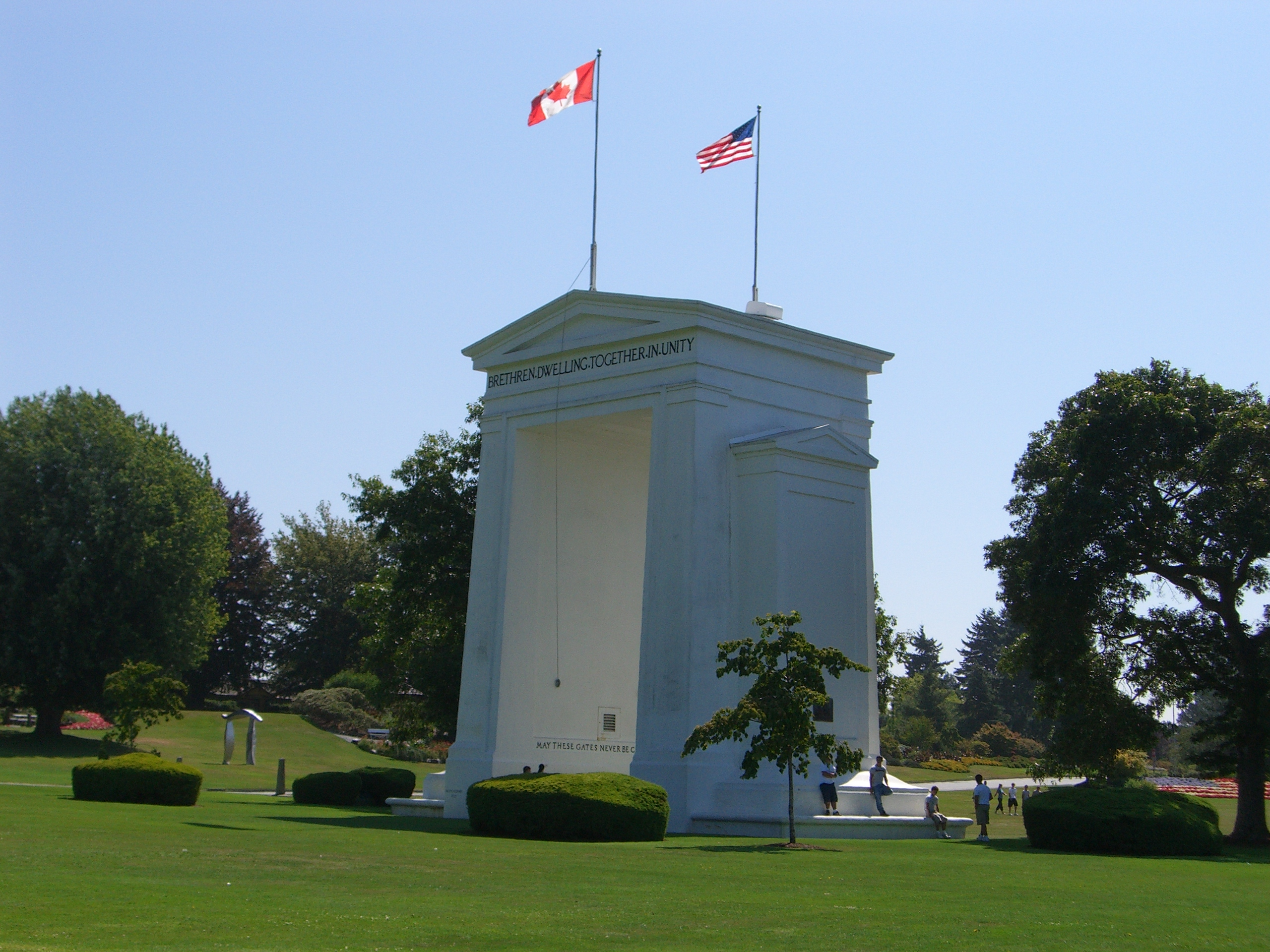
L'Arche de la Paix, entre Blaine et Surrey, commémore la fin de la guerre de 1812.

Au début du XIXe siècle, les États-Unis cherchent à annexer le Canada mais sont repoussés lors de batailles, telles que celle de Châteauguay.

### XXesiècle
En juin 1925, le parlement d’Ottawa vote un crédit de 60 000 dollars pour l’établissement d’une ambassade du Canada à Washington.

### XXIesiècle
En décembre 2022, environ 53 % des Canadiens questionnés sur la relation entre le Canada et les États-Unis répondent qu'elle est bonne, en hausse d'environ 10 % en 2019.
Au début du second mandat de Donald Trump, les relations entre les deux pays se crispent quand Donald Trump parle d'annexer le Canada pour en faire le 51e état des Etats-Unis et d'augmenter les droits de douanes de 25 %,.
En juillet 2025, Donald Trump menace d'imposer des taxes au Canada, sans discussions formelles entre les deux pays.

## Relations internationales
Le Canada, pays signataire de la charte de l'OTAN, joue un rôle actif dans l'ONU, y compris dans les opérations de maintien de la paix, en plus de participer à l'OSCE. Il est devenu membre de l'OEA en 1990 et a été l'hôte de l'Assemblée générale de l'OEA qui s'est tenue à Windsor en juin 2000, ainsi que du troisième Sommet des Amériques qui a eu lieu à Québec en avril 2001. Le Canada souhaite élargir les liens qu'il entretient avec les économies bordant l'océan Pacifique grâce à son adhésion au forum de la APEC, et a accueilli les Jeux olympiques d'hiver de 2010 qui se sont tenus à Vancouver-Whistler, en Colombie-Britannique.
Bien que le Canada estime crucial de maintenir de saines relations avec les États-Unis pour de nombreuses raisons, il applique occasionnellement des politiques indépendantes qui ne correspondent pas à celles de son voisin. En 2003, le Canada n'a pas participé à la coalition militaire dirigée par les États-Unis contre l'Irak (quoiqu'il ait contribué financièrement à la reconstruction de l'Irak). En outre, le leadership du Canada en ce qui concerne son soutien continu apporté à la Cour pénale internationale (CPI), créée par l'ONU pour résoudre des questions relatives aux crimes de guerre - à laquelle les États-Unis s'opposent pour diverses raisons - et son refus, au début de l'année 2005, de contribuer directement au programme de défense antimissile des États-Unis, constituent d'autres exemples de décisions propres au Canada. Les États-Unis et le Canada ont également des opinions divergentes concernant la question des mines terrestres. Le Canada est un sérieux adepte de la Convention d'Ottawa, qui interdit l'emploi de ces mines. Par contre, les États-Unis, bien qu'ils constituent les premiers partisans au monde des initiatives de déminage, ont refusé de signer le traité en raison d'engagements n'ayant pas été respectés concernant la protection de leurs forces armées et de leurs alliés, particulièrement ceux qui servent sur la péninsule coréenne, et en raison du manque d'exemptions relatives aux munitions mixtes.
Les ententes de défense entre les États-Unis et le Canada sont d'une plus grande portée que celles que les États-Unis ont conclues avec tout autre pays. La Commission permanente mixte de défense, constituée en 1940, prévoit une consultation sur le plan des politiques concernant les questions bilatérales en matière de défense, et les États-Unis, comme le Canada, partagent les engagements de l'OTAN en ce qui a trait à la sécurité mutuelle. De plus, les forces armées des États-Unis et du Canada collaborent depuis 1958 dans le domaine de la défense aérienne continentale, dans le cadre du NORAD. La réaction militaire aux attentats du 11 septembre 2001 a permis à la fois de mettre à l'épreuve et de renforcer la coopération militaire entre ces deux pays. En décembre 2002, les deux pays ont créé un groupe de planification binational afin d'élaborer des plans interarmées pour assurer la défense maritime et terrestre et apporter un soutien militaire aux autorités civiles lors des situations d'urgence. Depuis 2002, le Canada participe à des interventions militaires mixtes en Afghanistan. Les Forces armées canadiennes y ont dirigé la NATO International Stabilization Force (ISAF V) (force internationale de stabilisation de l'OTAN) durant la moitié de l'année 2004, et pendant l'été de l'année 2005, le Canada a déployé une équipe provinciale de reconstruction comptant 250 membres à Kandahar. Le Canada projette de déployer un groupement tactique formé de 1 000 personnes au début de l'année 2006. Le pays a également contribué aux efforts de stabilisation en Haïti, notamment en y déployant plus de 500 troupes.
De plus, les deux pays travaillent en étroite collaboration pour résoudre des questions environnementales transfrontalières, un domaine qui revêt de plus en plus d'importance dans la relation bilatérale qu'ils entretiennent. La Commission mixte internationale (CMI), instaurée dans le cadre du Traité des eaux limitrophes signé en 1909 en vue de résoudre les différends concernant les eaux limitrophes et d'encourager la coopération internationale dans ce domaine, constitue l'un des principaux instruments de cette coopération. L'Accord de 1972 relatif à la qualité de l'eau des Grands Lacs représente un autre exemple de coopération mixte entre les deux nations dans l'intention d'enrayer la pollution des eaux limitrophes. De même, les membres des deux gouvernements confèrent tous les six mois à propos de la pollution transfrontalière. Conformément à l'Accord Canada-États-Unis sur la qualité de l'air de 1991, les deux pays ont réalisé d'importants progrès relativement à la coordination et à la mise en œuvre de leurs programmes de lutte contre les pluies acides et ont signé une annexe concernant l'ozone troposphérique en 2000. En juin 2003, ils ont annoncé qu'ils avaient signé une nouvelle initiative se rapportant à la qualité de l'air transfrontalier, élaborée en vue de consolider la coopération visant à lutter contre la pollution atmosphérique transfrontalière, y compris les substances particulaires. Trois projets régionaux ont été sélectionnés en vue d'être mis en œuvre à titre d'intervention commune initiale.
Le Canada a ratifié le Protocole de Kyoto à la fin de l'année 2002, malgré les groupes d'entreprises - entre autres - qui s'inquiétaient du fait que la conformité puisse désavantager l'économie canadienne de façon permanente par rapport à celle des États-Unis. Le gouvernement fédéral canadien a investi une somme d'environ 8 milliards d'USD sur sept ans pour réduire les émissions de gaz à effet de serre, en plus de fonds supplémentaires modestes pour la recherche et le développement technologique à long terme. De plus, le Canada participe au International Carbon Sequestration Leadership Forum (forum international sur le leadership de la séquestration du carbone), dirigé par les États-Unis, dont le but consiste à trouver des moyens efficaces pour capturer et entreposer le dioxyde de carbone. Il fait même partie des membres fondateurs du International Partnership for the Hydrogen Economy (Partenariat international pour l'économie de l'hydrogène) et du Global Earth Observation System of Systems (Système mondial des systèmes d'observation de la Terre), créés pour traiter la question des changements climatiques et soutenus par les États-Unis. Au début de l'année 2005, le Canada est devenu membre de l'initiative Methane to Markets, dirigée par les États-Unis et essentiellement axée sur l'implantation de la technologie dans les pays en développement afin de pouvoir capturer et utiliser le méthane provenant des pipelines, des sites d'enfouissement et d'autres sources. À la fin de l'année 2005, le Canada a accueilli la Conférence des Nations unies sur les changements climatiques, qui s'est tenue à Montréal.
Même si les deux pays entretenaient déjà d'excellents liens de coopération et de coordination pour l'application de la loi avant les attentats du 11 septembre 2001 contre les États-Unis, ils se sont rapprochés grâce à des mécanismes tels que le Forum sur la criminalité transfrontalière. Le Canada, comme son voisin, a renforcé ses lois et regroupé ses ressources pour combattre le terrorisme. La coopération bilatérale et multilatérale des deux nations relativement à cette lutte s'avère exemplaire. Pour les États-Unis, le Canada constitue un important fournisseur de marijuana, de produits chimiques précurseurs et de médicaments en vente libre utilisés pour produire des drogues synthétiques illicites. La mise en œuvre et le renforcement de la réglementation canadienne de 2003 et une meilleure coopération canado-américaine pour l'application de la loi ont permis de réduire considérablement le trafic de produits chimiques précurseurs et de drogues synthétiques, mais la culture du cannabis, en raison de sa rentabilité et du risque de sanction relativement faible qu'elle entraîne, demeure une industrie prospère.
Important fournisseur d'aide, le Canada injecte annuellement une somme de près de trois milliards CAD dans des secteurs prioritaires tels que la saine gestion publique, la santé (y compris le VIH/sida), l'éducation de base, le développement du secteur privé et la durabilité de l'environnement.
Le Canada tente de maintenir une politique étrangère indépendante de celle menée par les États-Unis. En 1976, le premier ministre du Canada, Pierre-Eliott Trudeau, rend une visite officielle à Cuba qui est sous embargo américain depuis 1962. Cette rencontre résulte en une amitié entre le premier ministre canadien ainsi que le dictateur de Cuba, Fidel Castro. Pierre-Eliott Trudeau était un homme qui tentait de s’éloigner de la politique américaine. Ce voyage va rendre l’opinion américaine mécontente mais, le gouvernement des États-Unis ne voit pas cela comme étant une menace à la sécurité américaine. Par contre, le Canada ne va jamais directement s’opposer aux États-Unis étant donné les liens forts qui unis les deux pays sur les plans politiques, économiques et militaires.

## Commerce et investissement
Les États-Unis et le Canada jouissent d'un partenariat économique unique au monde. Les deux pays entretiennent la plus importante et la plus vaste des relations commerciales à l'échelle planétaire, ce qui permet de financer des millions d'emplois de chaque côté de la frontière. En 2005, la valeur totale des échanges de marchandises entre le Canada et les États-Unis (base FOB) s'élevait à 483 milliards USD, ce qui signifie qu'une quantité de biens équivalent à 1,2 milliard USD a traversé la frontière chaque jour. Dans le contexte du commerce bilatéral, l'ensemble des produits échangés qui traverse le pont Ambassador, reliant le Michigan et l'Ontario, représente une valeur équivalente à celle de la totalité des exportations américaines vers le Japon[réf. nécessaire]. L'importance du Canada pour les États-Unis ne se limite pas aux questions concernant leur frontière commune : le Canada constitue le principal marché d'exportation pour 36 des 50 États américains. Effectivement, il représente un plus gros marché pour l'exportation des biens américains que les 25 pays de l'Union européenne réunis, qui couvrent un territoire 15 fois plus peuplé que le Canada[réf. nécessaire].
Le Canada se classe au septième rang des investisseurs étrangers les plus importants aux États-Unis. Le département du Commerce américain estime qu'à la fin de l'année 2004, les investissements canadiens aux États-Unis, qui comprennent ceux des sociétés de portefeuille canadiennes aux Pays-Bas, se chiffraient à 134 milliards USD, selon leur valeur d'origine. Les investissements du Canada aux États-Unis se répartissent principalement dans les domaines de l'industrie manufacturière, du commerce de gros, des biens réels, du pétrole, des finances et de l'assurance et des autres services.
La relation d'investissement qui existe entre les deux pays est l'une des plus importantes de la planète. Les États-Unis constituent le principal investisseur étranger au Canada. Statistique Canada indique qu'à la fin de l'année 2004, la valeur des stocks provenant d'investissements américains directs s'élevait à 175 milliards CAD, ce qui représente environ 65 % du total des investissements étrangers directs au Canada. Les États-Unis investissent essentiellement dans les secteurs canadiens des mines, du pétrole, des produits chimiques, de la fabrication des machines et du matériel de transport et des finances.

### L’ALENA
Le vaste Accord de libre échange entre le Canada et les États-Unis, qui est entré en vigueur en 1989, a été remplacé par l'ALÉNA entre les États-Unis, le Canada et le Mexique en 1994. L'ALÉNA, qui affecte les 406 millions d'habitants des trois pays, a multiplié les engagements de l'accord précédent en visant une réduction des obstacles au commerce et une entente par rapport aux règles commerciales. Cet accord a également permis de résoudre des problèmes épineux de longue date concernant le commerce bilatéral et de libéraliser des règles dans plusieurs domaines, notamment l'agriculture, les services, l'énergie, les services financiers, l'investissement et les marchés publics. Depuis la mise en œuvre de l'ALÉNA en 1994, les échanges bilatéraux de marchandises entre les États-Unis et le Canada ont plus que doublé, ce qui a donné lieu à plusieurs nouveaux défis dans le contexte de leur relation bilatérale. Le Partenariat nord-américain pour la sécurité et la prospérité, inauguré par les trois pays membres de l'ALÉNA en mars 2005, constitue un effort pour faire face à ces défis à l'échelle continentale.
Le Canada possède une économie urbaine dépendante des services qui repose, en grande partie, sur l'industrie manufacturière. Puisque le Canada se classe au premier rang des marchés d'exportation de la plupart des États américains, la frontière canado-américaine s'avère extrêmement importante pour le bien-être et le gagne-pain de millions d'Américains.

### Échange de biens agricoles
Les États-Unis arrivent au premier rang des marchés extérieurs agricoles du Canada, près du tiers des exportations canadiennes de nourriture y étant acheminées. Cependant, les importations d'animaux d'élevage canadiens, en particulier les ruminants, ont considérablement chuté après la découverte d'un unique cas d'ESB (familièrement connue sous le nom de « maladie de la vache folle ») au printemps de l'année 2003. La plupart des cargaisons de bœuf canadien se dirigeant vers les États-Unis ont repris leur route à la fin de la même année et le commerce des bovins vivants âgés de moins de 30 mois a recommencé en juillet 2005. Inversement, le Canada constitue le deuxième marché d'exportation agricole en importance pour les États-Unis (après le Japon). Le Canada importe essentiellement des États-Unis des fruits frais, des légumes et des animaux d'élevage.

### Échanges énergétiques
Les deux pays jouissent de la plus importante relation d'échange de produits énergétiques au monde. De plus, le Canada représente le plus grand fournisseur étranger d'énergie pour les États-Unis, leur procurant 17 % de leurs importations pétrolières, ainsi que 18 % de leurs importations de gaz naturel. La reconnaissance de la viabilité commerciale des sables bitumineux du Canada a permis d'accroître les réserves prouvées de pétrole du pays à 180 milliards de barils, élevant le Canada au deuxième rang des pays qui possèdent le plus de réserves, derrière l'Arabie saoudite. Les réseaux de distribution d'électricité des États-Unis et du Canada sont étroitement liés et respectent des normes de fiabilité que les deux pays ont élaborées conjointement. D'ailleurs, le Québec représente une importante source d'électricité pour la Nouvelle-Angleterre.

### Conflits commerciaux
Bien que 98 % des échanges bilatéraux entre les États-Unis et le Canada s'effectuent sans anicroche, des conflits relatifs aux 2 % restants surviennent fréquemment. Toutefois, ces problèmes sont habituellement gérés par l'intermédiaire de forums consultatifs bilatéraux ou conformément aux procédures de règlement des différends de l'OMC ou de l'ALÉNA. Par exemple, en réponse aux défis qu'ont lancé les États-Unis à l'OMC, les deux gouvernements nationaux ont négocié une entente concernant les magazines, qui accordera aux éditeurs américains davantage de droits relativement à leurs activités sur le marché canadien, et le Canada a amendé ses droits de brevets pour que la durée de la protection conférée par un brevet se prolonge jusqu'à 20 ans[réf. nécessaire]. Le Canada a soumis un certain nombre de contestations, qui n'ont toujours pas été résolues, auprès des mécanismes de règlement des différends de l'ALÉNA et de l'OMC, au sujet de la loi prévoyant des recours en matière de commerce des États-Unis, ce qui comprend les mesures prises par le gouvernement américain relativement au sciage des bois résineux. En 2003, les deux pays ont résolu un conflit au sein de l'OMC à propos des produits laitiers. Ils ont également réglé plusieurs problèmes majeurs concernant les pêcheries. D'un commun accord, les deux nations ont soumis un litige de frontière touchant le golfe du Maine à la Cour internationale de justice en 1981; elles ont toutes deux accepté la décision de la Cour du 12 octobre 1984 qui a permis de définir une bonne partie de la frontière séparant leurs zones économiques exclusives (ZEE) respectives.
En juin 1999, les deux pays ont signé le Pacific Salmon Agreement (accord sur le saumon du Pacifique), ce qui a permis de régler leurs différends au sujet de la mise en application du Traité sur le saumon du Pacifique de 1985. En 2001, ils ont conclu un accord à propos du saumon du fleuve Yukon, ce qui a favorisé la mise en œuvre d'un nouveau régime de gestion des ressources fondé sur l'abondance, ainsi que la gestion efficace de toutes les pêcheries de saumon de la Côte Ouest. En 2006, ils sont parvenus à une entente concernant le partage d'une autre ressource marine transfrontalière, le merlu du Pacifique. Ils ont également signé un traité sur la gestion commune du thon blanc dans le Pacifique, et collaborent de près sur diverses questions relatives au commerce bilatéral des produits de la mer et dans le cadre de plusieurs initiatives internationales de gouvernance des pêches en haute mer.
En 1995, ils ont conclu un accord se rapportant à l'aviation, et, en conséquence, la circulation aérienne entre les deux pays a augmenté considérablement. Les inspecteurs américains de l'immigration et des douanes proposent des services de prédédouanement dans sept aéroports canadiens, ce qui offre aux passagers aériens des correspondances directes pour les États-Unis. Les deux nations se partagent l'exploitation de la Voie maritime du Saint-Laurent, qui relie les Grands Lacs à l'océan Atlantique.

## Missions diplomatiques résidentes
| du Canada au États-Unis - Washington (ambassade) - Atlanta (consulat général) - Boston (consulat général) - Chicago (consulat général) - Dallas (consulat général) - Denver (consulat général) - Détroit (consulat général) - Los Angeles (consulat général) - Miami (consulat général) - Minneapolis (consulat général) - New York (consulat général) - San Francisco (consulat général) - Seattle (consulat général) | des États-Unis au Canada - Ottawa (ambassade) - Calgary (consulat général) - Halifax (consulat général) - Montréal (consulat général) - Québec (consulat général) - Toronto (consulat général) - Vancouver (consulat général) - Winnipeg (consulat) |

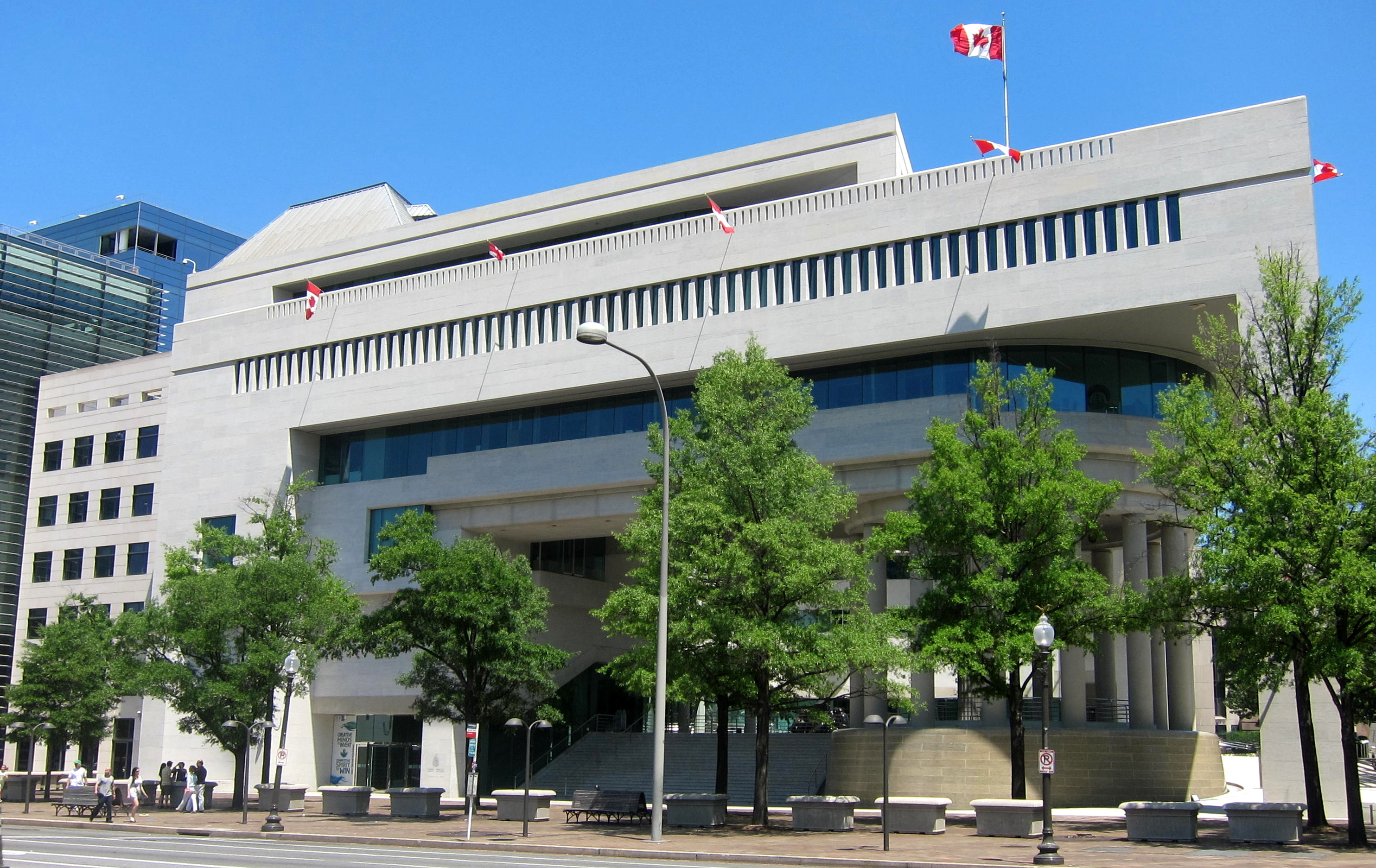
Ambassade du Canada à Washington

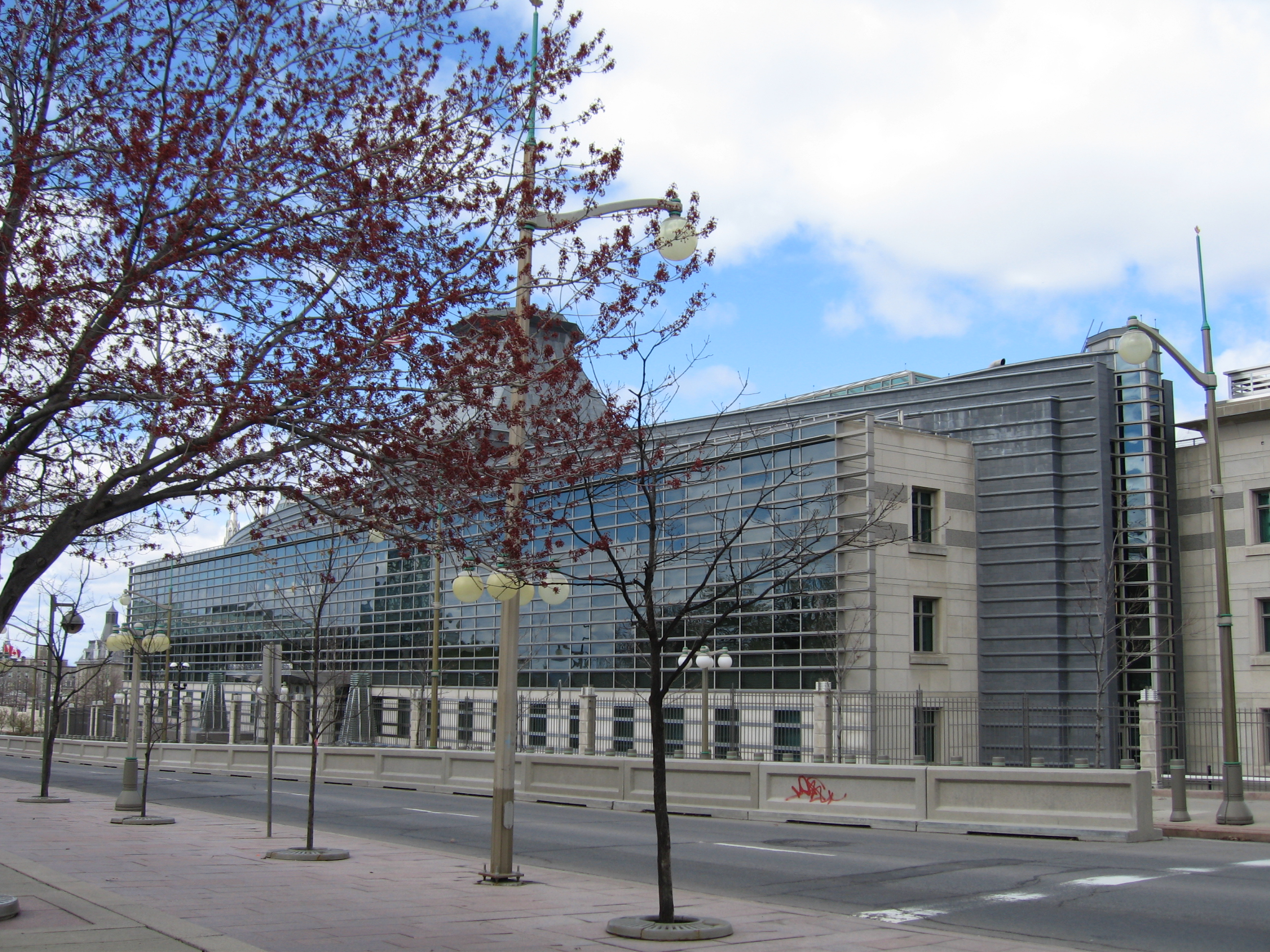
Ambassade des États-Unis à Ottawa
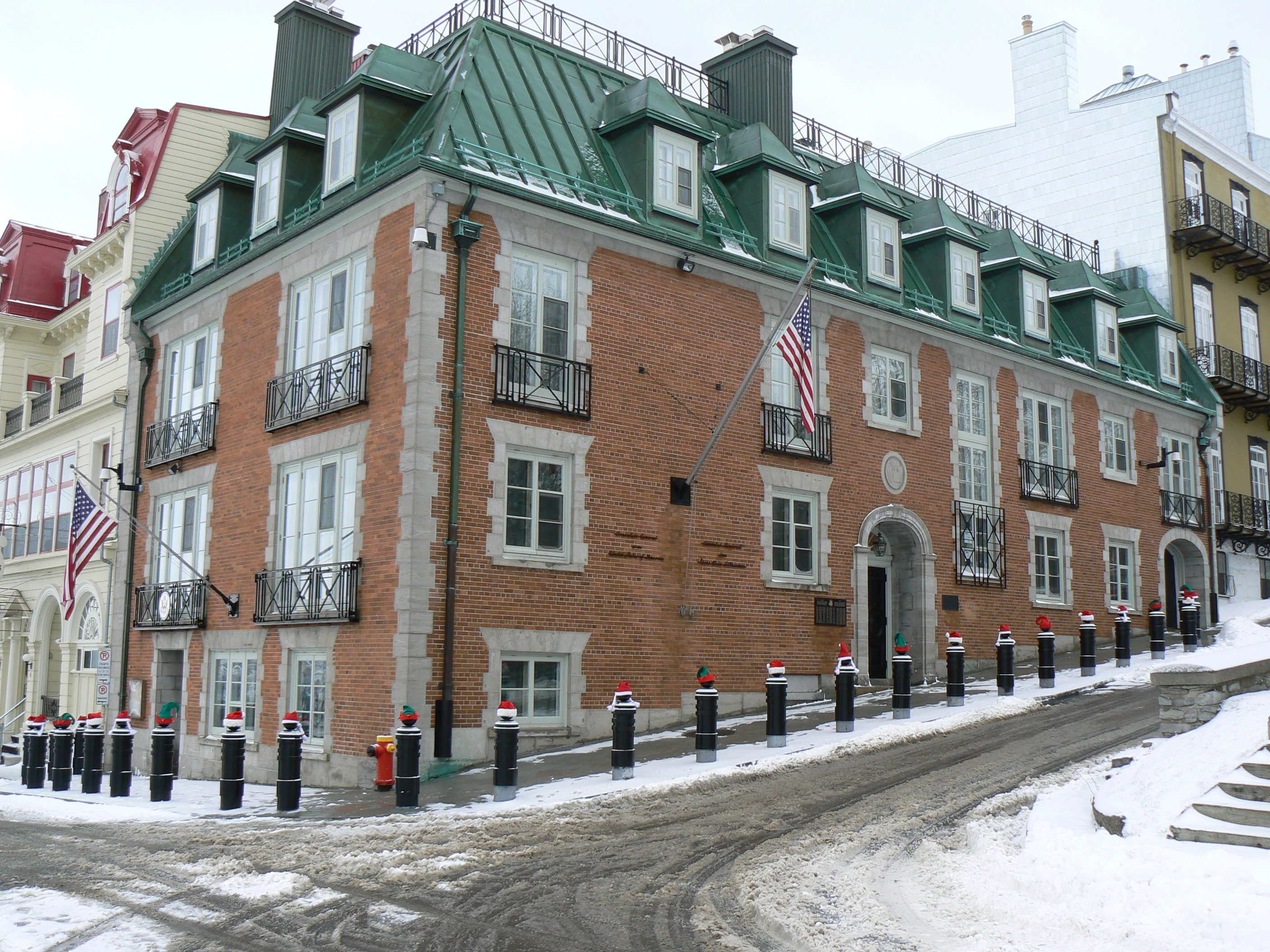
Consulat général des États-Unis à Québec
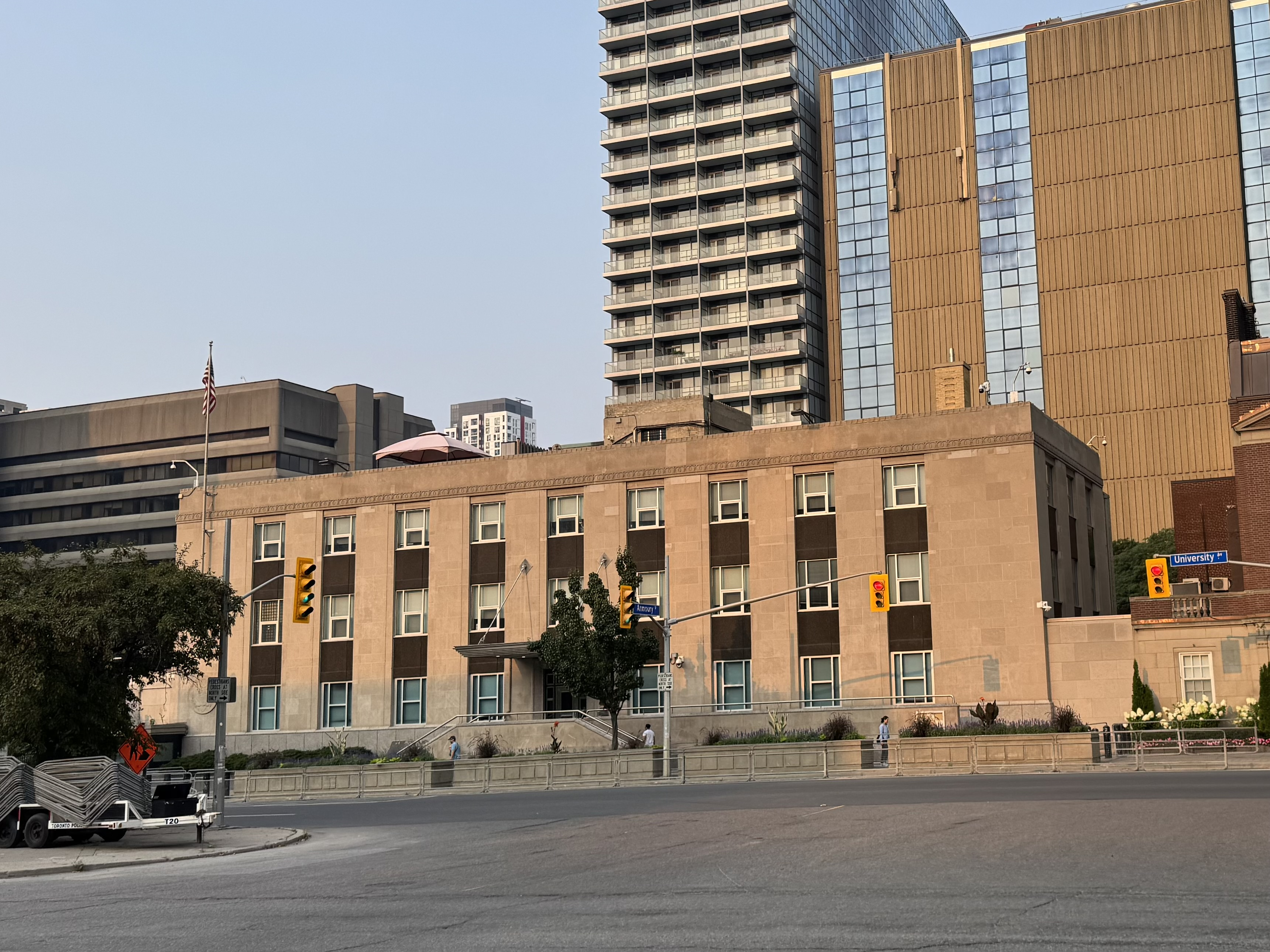
Consulat général des États-Unis à Toronto